# Immortals (canción)
"Immortals" — literalmente en español «Inmortales» es una canción escrita y grabada por la banda de rock estadounidense Fall Out Boy para la película de Big Hero 6 de Walt Disney Animation Studios  . Una versión alternativa esta en su sexto álbum de estudio de la banda American Beauty/American Psycho (2015) .
En la versión de “Créditos Finales” del sencillo fue lanzado por Walt Disney Records el 14 de octubre de 2014, como una descarga digital . Un vinilo "7 junto con un póster fue lanzado el 16 de diciembre de 2014.
- Datos: Q108080547